# Phellopilus
Phellopilus — вид грибів родини Hymenochaetaceae. Класифіковано у 2001 році.

## Класифікація
До роду Phellopilus відносять 1 вид:
- Phellopilus nigrolimitatus